# Tyrannotitan
Tyrannotitan („Obří tyran“) byl rod obřího dravého dinosaura (teropoda), který žil v křídovém období aptu (asi před 121 až 112 miliony let) na území dnešní Argentiny (provincie Chubut), geologické souvrství Cerro Barcino. Je blízce příbuzný dalším dvěma obřím argentinským teropodům, geologicky mladšímu rodu Giganotosaurus a Mapusaurus, se kterými tvoří samostatnou podčeleď Giganotosaurinae.

## Rozměry

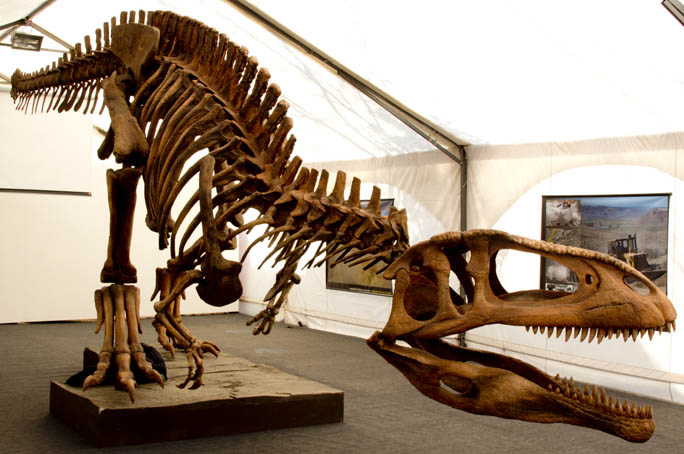
Rekonstrukce kostry tyranotitana v muzejní expozici.

Jisté je tolik, že patřil k největším masožravým živočichům, kteří kdy žili (stejně jako Giganotosaurus byl i Tyrannotitan možná o něco větší než populární Tyrannosaurus). Jeho délka je odhadována zhruba na 12,2 metru a hmotnost se pohybovala asi kolem 5400 až 7000 kg.
Tyrannotitan patřil mezi největší známé teropody, ačkoliv byl zřejmě mírně menší než jeho příbuzní Giganotosaurus a Carcharodontosaurus. Pravděpodobně však existovali jedinci dosahující hmotnosti přes 7 tun, což tohoto teropoda řadí mezi desítku největších známých suchozemských dravců všech dob.
Podle jisté vědecké studie, publikované v září roku 2020, činila hmotnost tohoto dinosaura dle dvou různých odhadů asi 4841 až 5361 kilogramů.

## Paleoekologie
Tito obří karcharodontosauridi mohli lovit i mohutné býložravé dinosaury, jako byl například velký sauropod rodu Chubutisaurus nebo ještě větší rod Patagotitan (v tomto případě však nejspíš útočil pouze na mláďata nebo nemocné a přestárlé jedince). Ekosystém obývaný těmito dinosaury byl patrně bohatě zalesněný jehličnatými dřevinami i krytosemennými keři a dalšími rostlinami, s množstvím vegetace a dostatkem vláhy.

### Česká literatura
- SOCHA, Vladimír (2021). Dinosauři – rekordy a zajímavosti. Nakladatelství Kazda, str. 45.